# Rasim Başak
Rasim Başak, né le 17 février 1980, à Bakou, en République socialiste soviétique d'Azerbaïdjan, est un joueur azerbaïdjanais naturalisé turc de basket-ball. Il évolue au poste d'ailier fort.

## Palmarès
- Champion de Turquie 2007, 2008, 2010